# Trichoferus kotschyi
Trichoferus kotschyi är en skalbaggsart som beskrevs av Ludwig Ganglbauer 1883. Trichoferus kotschyi ingår i släktet Trichoferus och familjen långhorningar. Inga underarter finns listade i Catalogue of Life.